# シュトゥットガルト行政管区
シュトゥットガルト行政管区（シュトゥットガルトぎょうせいかんく）、またはシュトゥットガルト県（シュトゥットガルトけん、標準ドイツ語：Regierungsbezirk Stuttgart, アレマン語：Regierigsbezirk Stuegert）は、ドイツ連邦共和国のバーデン＝ヴュルテンベルク州を構成する行政管区の一つ。

## 地理
バーデン＝ヴュルテンベルク州は4つの行政管区に区分されている。その中で、州の北東部に位置するのがシュトゥットガルト行政管区である。 1972年12月31日まではノルトヴュルテンベルク（北ヴュルテンベルク）行政共同体と称していた。ただし、当時とは若干境界が異なっている。現在は、南はテュービンゲン行政管区、西はカールスルーエ行政管区、東と北はバイエルン州と境を接している。現在の管理機構および管轄領域となったのは、1973年1月1日からである。

## 歴史
シュトゥットガルト行政管区が、1952年のバーデン＝ヴュルテンベルク州の創設期から存在した旧ノルトヴュルテンベルク行政管区から現在の地域となったのは1973年のことである。それまでの、ノルトヴュルテンベルク行政管区の管轄領域は、基本的に旧ヴュルテンベルク＝バーデン州（州都はシュトゥットガルト）のヴュルテンベルク部分の北部で、戦後にアメリカの管理地域となった部分であった。1973年1月1日の市町村再編により、シュトゥットガルトの行政官庁の管轄地域は旧バーデン地区の北部にまで拡大した。これとは対照的に、カールスルーエ行政管区やテュービンゲン行政管区は縮小された。この時からノルトヴュルテンベルク行政管区はシュトゥットガルト行政管区と改名された。

## 人口推移
国勢調査(¹)、あるいはバーデン＝ヴュルテンベルク州の統計局の資料に基づく、この地域の人口推移は以下の通り。
| 年              | 人口      |
| --------------- | --------- |
| 1973年12月31日  | 3,493,040 |
| 1975年12月31日  | 3,443,890 |
| 1980年12月31日  | 3,481,816 |
| 1985年12月31日  | 3,467,081 |
| 1987年5月27日 ¹ | 3,491,787 |

| 年             | 人口      |
| -------------- | --------- |
| 1990年12月31日 | 3,683,075 |
| 1995年12月31日 | 3,862,311 |
| 2000年12月31日 | 3,935,352 |
| 2005年12月31日 | 4,007,373 |
| 2006年12月31日 | 4,008,068 |

## 組織
シュトゥットガルト行政管区の管理機関は、シュトゥットガルトに置かれた行政管区庁 (Regierungspräsidium)である。行政管区庁の長である行政管区長官 (Regierungspräsident)は、地方行政管理機構の総裁としての役割を担っている。行政管区庁は、バーデン＝ヴュルテンベルク州の内務省の管轄下にある。
行政管区長官は以下の通り。
- 1967年 - 1977年: フリードリヒ・レーマー
- 1977年 - 1989年: マンフレート・ブリング
- 1989年 - : ウード・アンドリオフ

## 構成
シュトゥットガルト行政管区は、
- 3つの地域連合
- 11の郡と2つの郡独立市
- 343の市町村。これには、2つの郡独立市と37の大規模郡都市が含まれる。

3つの地域別に、それに属す郡と郡独立市を列記する。
シュトゥットガルト地域連合
郡独立市シュトゥットガルト (S)
ベーブリンゲン郡（BB）
エスリンゲン郡（ES）
ゲッピンゲン郡（GP）
ルートヴィヒスブルク郡（LB）
レムス＝ムル郡（WN）
ハイルブロン＝フランケン地域連合
郡独立市ハイルブロン (HN)
ハイルブロン郡（HN）
ホーエンローエ郡（KÜN）
マイン＝タウバー郡（TBB）
シュヴェービッシュ・ハル郡（SHA）
オストヴュルテンベルク地域連合
ハイデンハイム郡（HDH）
オストアルプ郡（AA）
37の大規模郡都市は、以下の通り
| - アーレン - バックナング - バート・メルゲントハイム - バート・ラッペナウ - ビーティッヒハイム＝ビッシンゲン - ベーブリンゲン - クライルスハイム - ディツィンゲン - エルヴァンゲン (ヤクスト) - エッピンゲン - エスリンゲン・アム・ネッカー - フェルバッハ - フィルダーシュタット - ガイスリンゲン・アン・デア・シュタイゲ - ギンゲン・アン・デア・ブレンツ - ゲッピンゲン - ハイデンハイム・アン・デア・ブレンツ - ヘレンベルク - キルヒハイム・ウンター・テック | - コルンヴェストハイム - ラインデルデン＝エヒターディンゲン - レオンベルク - ルートヴィヒスブルク - ネッカーズルム - ニュトリンゲン - エーリンゲン - オストフィルデルン - レムゼック・アム・ネッカー - ショーンドルフ - シュヴェービッシュ・グミュント - シュヴェービッシュ・ハル - ジンデルフィンゲン - ファイヒンゲン・アン・デア・エンツ - ヴァイブリンゲン - ヴァインシュタット - ヴェルトハイム - ヴィネンデン |

## 引用
1. ↑  Statistisches Landesamt Baden-Württemberg – Bevölkerung nach Nationalität und Geschlecht am 31. Dezember 2023 (CSV-Datei)